# Joan van der Brugghen (ingenieur)
Joan van der Brugghen (Leiden, 5 oktober 1919 - Waalre, 22 september 2006) was een ingenieur in dienst van DAF.

## Loopbaan
Van der Brugghen was verantwoordelijk voor het ontwerp van de DAF 600 en heeft geholpen aan de ontwikkeling van de Variomatic. In het patent dat in Amerika aan DAF voor de Variomatic werd toegekend wordt hij als een van de uitvinders genoemd. Naast zijn aandeel in de ontwikkeling van door DAF geproduceerde militaire voertuigen was hij ook verantwoordelijk voor de techniek van de DAF 44, 55 en 66. Hij schreef de boeken. (trilogie) "Zestig jaren DAF",  "van da Vinci tot van Doorne" en "Dertig jaren Nederlandse personenwagens" , boeken met enorm veel informatie over de ontwikkeling van de traploze automatische versnellingsbak en de totstandkoming van DAF personenauto. Bijzonder was dat Van der Brugghen tijdens zijn uitvaart vervoerd werd in de 'Vierkante auto' van John Körmeling, in principe een vierkante bak van plexiglas met variomatic techniek.

## Persoonlijk
Van der Brugghen was een telg uit de familie Van der Brugghen en een zoon van mr. Guillaume Anne van der Brugghen (1888-1965) en jkvr. Jacoba Eduadrina van der Goes (1892-1971), telg uit het adellijke geslacht Van der Goes. Hij trouwde in 1953 met een Deense met wie hij twee zonen kreeg. Hij en een broer werden in 1982 ingelijfd in de Nederlandse adel met het predicaat jonkheer en jonkvrouw voor hen en al hun nakomelingen. Jhr. ing. J. van der Brugghen overleed in 2006 op 86-jarige leeftijd.